# Национальный парк
Национа́льный парк — особо охраняемая природная территория, где в целях охраны окружающей среды ограничена деятельность человека. Международным союзом охраны природы (МСОП) дано такое определение: «Национальный парк есть территория, утвержденная центральной властью, на которой должны выполняться три основных условия: полная защита природы; достаточная площадь; установленный статус. На территории национального парка допускается и организуется туризм. Территория национального парка находится под защитой юридического режима, исключающего все виды эксплуатации природных ресурсов человеком и не допускающего каких-либо нарушений целостности территории деятельностью человека».
В отличие от заповедников, где деятельность человека практически полностью запрещена (запрещены охота, туризм и т. п.), на территорию национальных парков допускаются туристы, в ограниченных масштабах допускается хозяйственная деятельность.
Следует также различать понятия «национальный парк» и «природный парк». Национальные парки имеют более высокий статус (например, имеют федеральное значение в государствах с федеративным типом устройства) и создаются по решению федеральных (центральных) органов власти. Природные парки имеют региональное значение. Они создаются и управляются региональными органами власти.
Например, определение национального парка Москвы дано в Законе г. Москвы № 48 «Об особо охраняемых природных территориях в Москве» от 26 сентября 2001 года:

Национальный парк — особо охраняемая природная территория федерального значения, расположенная на территории города Москвы и имеющая особое природоохранное, эколого-просветительское и рекреационное значение как уникальный природный комплекс, превосходящий по площади 500 гектаров, отличающийся высоким природным разнообразием и наличием редких или хорошо сохранившихся типичных природных сообществ, редких и уязвимых видов растений и животных. Использование территории национального парка допускается в природоохранных, просветительских, научных целях и для регулируемого отдыха населения в специально выделенных для этой цели местах.
— ст. 19 Закона
Первым национальным парком считается Йеллоустон, образованный в 1872 году, хотя особо охраняемые территории известны со времён Средневековья. Самый крупный — Северо-Восточный Гренландский национальный парк, площадь которого составляет 972 тыс. км², что превышает площадь 163 стран мира. Это примерно четвёртая часть Европейской части России. В то же время площадь национального парка Хот-Спрингс в США составляет всего 22 км². В мире насчитывается около 2 тыс. национальных парков.
На создание национальных парков в Советском Союзе большое влияние оказали существующие в США Йеллоустонский национальный парк и национальный парк Грейт-Смоки-Маунтинс, с которыми в 1961 г. во время поездки в США познакомились советские ученые-географы: И. П. Герасимов, Ф. Ф. Давитая, Г. А. Мавлянов, В. П. Ковалевский, К. А. Салищев и В. А. Кротов. В 1965 г. во время обсуждения в Советском Союзе мер по защите озера Байкал, И.П. Герасимов предложил создать на его берегах «природный парк-комбинат», который мог использоваться как в рекреационной деятельности для отдыха советских граждан, так и позволял бы использовать такой ценный ресурс, как ультрачистые воды озера для высокотехнологических промышленных производств.  В 1966 г. в газете «Комсомольская правда» была опубликована статья И. П. Герасимова и В. С. Преображенского, где говорилось о необходимости расширения заповедных территорий в Советском Союзе, причем созданию системы национальных парков следовало дать приоритет.